# Деметрий II Никатор
Деметрий II Никатор (греч. Δημήτριος Νικάτωρ, «победитель», 161—125 до н. э.) — царь Сирии (146—139 до н. э., 129—126 до н. э.) из династии Селевкидов. Второй сын Деметрия I Сотера.
Юным мальчиком вместе с матерью и старшим братом бежал на остров Крит после смерти отца, когда Александр Балас узурпировал власть в 150 году до н. э. После 147 года до н. э. вернулся в Сирию и с помощью египетского царя Птолемея VI Филометора занял трон. Дочь Птолемея VI Клеопатра Тея развелась с Александром Баласом и вышла замуж за Деметрия (ок. 148 до н. э.). Вместе с Птолемеем VI Деметрий победил Александра Баласа в 145 году до н. э., который бежал в Набатею, но был там казнён.
Деметрий не пользовался популярностью в народе. К юному царю, пришедшему к власти с помощью Египта и критских наёмников, люди относились с небольшим почтением. До этого сирийский трон предлагали занять Птолемею VI, который уже захватил большую часть южной Сирии. Птолемей VI настоял на приходе к власти Деметрия, понимая, что Рим не будет терпеть единого эллинистического государства. Годом позже Птолемей VI погиб в сражении с Александром Баласом, египетские войска вернулись на свою родину, а юный Деметрий остался единственным правителем Сирии.
Вскоре начались новые неприятности. Мародёрство критских солдат вызвало восстание в Антиохии, жестоко подавленное Деметрием. Вскоре после этого генерал Диодот Трифон захватил Антиохию и в 145 году до н. э. объявил царём сына Александра Баласа, трёхлетнего Антиоха VI. Деметрию не удалось взять столицу, и он перебрался в Селевкию. В 142 году до н. э. Трифон сместил с трона Антиоха VI и объявил себя царём. Трифон продолжил управлять частью страны из Антиохии, а Никатор — из Селевкии.

## Поражение и плен
В 139 году до н. э. активность парфян заставила Деметрия отправиться в поход против царя Парфии Митридата I. Сначала сирийские войска действовали удачно, но вскоре они были повержены, Деметрий попал в плен. Вавилонская провинция Селевкидов вошла в состав Парфянского царства. В 138 году до н. э. Трифон был побеждён младшим братом Деметрия Антиохом VII Сидетом. Антиох VII женился на Клеопатре Тее и стал править в Сирии.
Царь Митридат I сохранил Деметрию жизнь и в 138 году до н. э. даже разрешил жениться на своей дочери, принцессе Родогуне. Однако Деметрий не успокоился и дважды пытался бежать к берегам Каспийского моря.  В первый раз побег был организован с помощью друга Каллимадера. Тот проделал длинный путь для спасения царя, инкогнито пересёк Вавилонию и Парфию. Когда друзья были пойманы, парфянский царь не наказал Каллимадера, и даже наградил его за верность Деметрию. Когда Деметрия поймали после второго побега, ему дали набор золотых игральных костей, намекая тем самым на то, что Деметрий похож на беспокойного ребенка, которому не хватает игрушек. В мягком обращении с Деметрием были и свои политические причины.
В 130 году до н. э. Антиох VII решил, что у него достаточно сил для организации похода против парфян, и вторгся в Парфянского царство. Поначалу ему сопутствовала удача, были захвачены Месопотамия, Вавилония и Мидия. В это время Деметрий был освобождён из плена парфянским царём. Фраат II надеялся, что два брата начнут борьбу друг с другом за власть. Но 129 году до н. э. Антиох VII потерпел поражение и погиб; Фраат хотел снова задержать Деметрия, но тот уже бежал и на этот раз благополучно вернулся на родину, где снова занял освободившийся трон и вернул себе жену Клеопатру.

## Второй период царствования
К тому времени, как Деметрий второй раз пришёл к власти, государство Селевкидов уже не представляло мощную державу, какой оно была ранее, Деметрий с трудом управлял страной. Воспоминания о его жестокости и поражение от Парфии вызывали ненависть к нему. Египетская царица Клеопатра II собрала армию для Деметрия в надежде вовлечь его в гражданскую войну против своего брата Птолемея VIII Эвергета. В ответ на это Птолемей VIII нашёл нового противника для Деметрия, Александра II Сабинаса, выдававшего себя за сына Александра Валаса.
В 126 году до н. э. Деметрий был побеждён Александром II в битве под Дамаском и бежал в Птолемаиду, где укрывалась его жена. Но Никатору не позволили войти в город, он попытался скрыться на корабле, но был убит у города Тир. Его трагичная смерть (возможно, он был захвачен в плен и подвергнут пыткам) стала символом его несчастного правления.